# Эстиварей (Алье)
Эстиваре́й (фр. Estivareilles) — коммуна во Франции, находится в регионе Овернь. Департамент коммуны — Алье. Входит в состав кантона Эриссон. Округ коммуны — Монлюсон.
Код INSEE коммуны — 03111.

## Население
Население коммуны на 2008 год составляло 1046 человек.
| 1962 | 1968 | 1975 | 1982 | 1990 | 1999 | 2008 |
| ---- | ---- | ---- | ---- | ---- | ---- | ---- |
| 728  | 863  | 939  | 1101 | 1104 | 1033 | 1046 |

## Экономика
В 2007 году среди 618 человек в трудоспособном возрасте (15—64 лет) 420 были экономически активными, 198 — неактивными (показатель активности — 68,0 %, в 1999 году было 70,6 %). Из 420 активных работали 382 человека (203 мужчины и 179 женщин), безработных было 38 (15 мужчин и 23 женщины). Среди 198 неактивных 49 человек были учениками или студентами, 88 — пенсионерами, 61 были неактивными по другим причинам.

## Достопримечательности
- Церковь Сен-Себастьен (XIX век)
- Прачечная Эстиварей